# (4585) Ainonai
(4585) Ainonai (1990 KQ) – planetoida z pasa głównego asteroid okrążająca Słońce w ciągu 4,52 lat w średniej odległości 2,73 j.a. Odkryta 16 maja 1990 roku.